# Centro de Derechos Humanos de Núremberg
El Centro de Derechos Humanos de Nuremberg es una ONG, trabaja a nivel local e internacional, es una organización no gubernamental, fundada en 1989 en la ciudad alemana de la cual lleva su nombre. En relación con el trabajo y el tema de los derechos humanos, esta ONG ha definido sus objetivos de la siguiente manera:
→Concientización. 
→Apoyo y promoción del trabajo por los derechos humanos.
→Investigación científica sobre el tema.
→Promoción de la solidaridad y la educación. 
→Intercambio de información y comunicación con otras organizaciones.
Trabajan a nivel local, regional e internacional para la promoción y defensa de los derechos humanos. Su labor incluye la organización de seminarios y congresos; la colaboración en proyectos de: investigación, publicaciones y la educación para los derechos humanos. El contacto permanente con otras organizaciones y la participación en acciones internacionales de solidaridad con las víctimas de las violaciones a los derechos humanos, juegan un papel importante para esta organización. El Centro de Derechos Humanos es miembro activo del "Foro Alemán de Derechos Humanos", "Coalición para la Corte Penal Internacional" y de la Coalición contra la Impunidad en Argentina. Su propósito general es satisfacer en forma permanente, pública y clara, las continuas necesidades de trabajo en el campo de derechos humanos en Núremberg.
El Centro de Derechos Humanos de Núremberg es responsable del mantenimiento y administración del Centro de Documentación e Información sobre Derechos Humanos en América Latina, DIML, el cual tiene a disposición del público una extensa colección de libros, revistas y documentos sobre el trabajo y la situación de los derechos humanos en América Latina.